# Таза — Ель-Хосейма — Таунат
Таза — Ель-Хосейма — Таунат (араб. تازة الحسيمة تاونات) —  один із 16 колишніх регіонів Марокко. Існував на півночі країни у 1997—2015 роках. Адміністративний центр — місто Таза. Існував до Адміністративної реформи Марокко у вересні 2015 року.  
На північному заході межував з колишнім регіоном Танжер — Тетуан, на заході — з Гарб-Шрарда-Бені-Хсен, на півдні — з Фес — Булеман, на сході — з колишнім Східним регіоном, на півночі омивався Середземним морем. 
| Марокко | Це незавершена стаття з географії Марокко. Ви можете допомогти проєкту, виправивши або дописавши її. |